# Lumor Agbenyenu
Lumor Agbenyenu (Acra, Ghana, 10 de agosto de 1996) es un futbolista ghanés. Juega de defensa y su equipo es el S. V. Ried de la 2. Liga.

## Trayectoria
Comenzó su carrera en el Wassaman United de su país. Posteriormente, en el año 2014, llegó al F. C. Oporto, en donde formó parte del equipo sub-19. Tiempo después pasó al Portimonense S. C. de la Segunda División de Portugal. 
Debutó profesionalmente el 16 de septiembre de 2015, durante el empate por 2 a 2 contra Gil Vicente F. C. Su primera anotación la realizó el 21 de enero de 2017 contra F. C. Penafiel, en el empate por 2 a 2. 
El 26 de enero de 2017 se confirmó su cesión al 1860 Múnich de la 2. Bundesliga. Debutó en el fútbol alemán el 3 de febrero contra el Arminia Bielefeld, en la derrota por 2 a 1. Luego de seis meses retornó al Portimonense S. C., que recién había ascendido a la Primera División de Portugal. 
El 31 de enero de 2018 se concretó su traspaso por 2,5 millones de euros al Sporting de Lisboa. Hizo su debut el 11 de febrero durante la victoria por 2 a 0 sobre el C. D. Feirense, ingresando en reemplazo de Bruno César. Ante las pocas oportunidades de las que dispuso en el conjunto lisboeta, el 24 de enero de 2019 se marchó cedido hasta final de temporada al Göztepe S. K.
El 31 de julio de 2019 el R. C. D. Mallorca hizo oficial su incorporación como cedido por una temporada. Tras la misma regresó a Portugal y abandonó definitivamente el Sporting en julio de 2021 para recalar en el Aris Salónica F. C. Allí estuvo un año y, tras unos meses sin equipo, en octubre de 2022 volvió a España para jugar en el Málaga C. F. lo que quedaba de temporada después de haber superado un periodo de prueba. Por motivos disciplinarios le fue rescindido el contrato a mediados de marzo.
El 10 de agosto de 2023 se hizo oficial su regreso a Grecia tras fichar por el Kifisia F. C. En este equipo estuvo la primera mitad de la temporada antes de marcharse a finales de enero al S. V. Ried.

## Clubes
| Club                       | País     | Año       | Partidos | Goles |
| -------------------------- | -------- | --------- | -------- | ----- |
| Portimonense S. C.         | Portugal | 2015-2018 | 81       | 1     |
| TSV 1860 Múnich (cedido)   | Alemania | 2017      | 19       | 2     |
| Sporting C. P.             | Portugal | 2018-2021 | 9        | 0     |
| Göztepe S. K. (cedido)     | Turquía  | 2019      | 9        | 0     |
| R. C. D. Mallorca (cedido) | España   | 2019-2020 | 24       | 1     |
| Aris Salónica F. C.        | Grecia   | 2021-2022 | 13       | 0     |
| Málaga C. F.               | España   | 2022-2023 | 3        | 0     |
| Kifisia F. C.              | Grecia   | 2023-2024 | 11       | 1     |
| S. V. Ried                 | Austria  | 2024-     | 12       | 1     |